# 堺連隊区
堺連隊区（さかいれんたいく）は、大日本帝国陸軍の連隊区の一つ。大阪府・兵庫県・和歌山県の一部の徴兵・召集等兵事事務を取り扱った。実務は堺連隊区司令部が執行した。1941年（昭和16年）、大阪連隊区に統合され廃止された。

## 沿革
日本陸軍の内地19個師団体制に対応するため陸軍管区表が改正（明治40年9月17日軍令陸第3号）となり、1907年（明治40年）10月1日、堺連隊区が創設され、第4師管第32旅管に属した。大阪府・兵庫県の一部が管轄区域に定められた。
1911年10月5日、連隊区司令部は庁舎移転工事のため堺市熊野町東6丁目超善寺に仮移転。1912年2月27日、連隊区司令部が大阪府泉北郡向井村に移転。
1925年（大正14年）4月6日、日本陸軍の第三次軍備整理に伴い陸軍管区表が改正（大正14年軍令陸第2号）され、同年5月1日、旅管は廃され引き続き第4師管の所属となり、篠山連隊区の廃止により管轄区域が大幅に変更された。
1940年（昭和15年）8月1日、堺連隊区は中部軍管区大阪師管に属することとなった。1941年（昭和16年）11月1日、堺連隊区が廃止され、管轄区域は大阪連隊区に編入された。

## 管轄区域の変遷
1907年10月1日、堺連隊区が新設され、管轄区域が次のとおり定められた。大阪府区域は大阪連隊区から、兵庫県区域は和歌山連隊区から編入した。
- 大阪府

堺市・南河内郡・泉北郡・泉南郡
- 兵庫県

津名郡・三原郡
1915年（大正4年）9月13日、和歌山県伊都郡を和歌山連隊区から編入した。1920年（大正9年）8月10日、管轄区域が変更され、南区・東区を大阪連隊区から編入し、同連隊区へ兵庫県津名郡・三原郡を移管した。1923年（大正12年）3月31日、管轄区域に大阪府岸和田市が加えられた。この時点での管轄区域は以下のとおり。
- 大阪府

南区・東区・堺市・岸和田市・南河内郡・泉北郡・泉南郡
- 和歌山県

伊都郡
1925年5月1日、陸軍管区表の改正に伴い篠山連隊区が廃止され、旧篠山連隊区から北河内郡・中河内郡を、大阪連隊区から西成区（西成郡）を編入した。また、和歌山県伊都郡を和歌山連隊区に移管し、天王寺区・浪速区・住吉区を加えて、管轄区域は次のように形成された。
- 大阪府

南区・東区・天王寺区・浪速区・西成区・住吉区・堺市・岸和田市・北河内郡・南河内郡・中河内郡・泉北郡・泉南郡
1937年（昭和12年）7月19日、布施市を管轄区域に加えた。
1941年11月1日、堺連隊区が廃止され、旧管轄区域は大阪連隊区に編入された。

## 司令官
- 遠山景徳 歩兵少佐：1907年10月3日 - 1912年3月8日
- 永田十寸穂 歩兵中佐：1912年3月8日 - 1913年7月30日死去
- 大多和与次 歩兵中佐：1913年8月12日 - 1914年1月14日
- 宮地久寿馬 歩兵中佐：1914年1月14日 - 1915年8月10日
- 梅津喜一 歩兵中佐：1915年8月10日 - 1916年8月18日
- 堀内龍明 歩兵中佐：1916年8月18日 - 1918年7月24日[13]
- 鷲見栄治 歩兵大佐：1918年7月24日[13] - 1919年7月25日
- 小野庄造 歩兵大佐：1919年7月25日 - 1921年7月20日[14]
- 坂井兵吉 歩兵大佐：1921年7月20日[14] - 1923年8月6日[15]
- 林田芳太郎 歩兵大佐：1923年8月6日[15] -
- 石井孝慈 歩兵大佐：不詳 - 1928年8月10日[16]
- 岡原寛 歩兵大佐：1928年8月10日[16] -
- 高橋省三郎 歩兵大佐：1933年8月1日[17] -
- 下川義忠 陸軍少将：1940年2月24日[18] -